# Europäisches Jahr für aktives Altern und Solidarität zwischen den Generationen
Das Europäische Jahr für aktives Altern und Solidarität zwischen den Generationen ist das für 2012 beschlossene Europäische Jahr.
Die Thematik soll dazu beitragen, eine Kultur des aktiven Alterns in Europa zu schaffen, und die Beschäftigungsmöglichkeiten und Arbeitsbedingungen für die zunehmende Zahl älterer Menschen in Europa zu verbessern und ein gesundes Altern zu fördern. Ältere Menschen sollen ermutigt werden, eine aktive Rolle in der Gesellschaft zu übernehmen.
Der Europäische Rat verweist darauf, dass sich die Europäische Union auf die universellen Werte der Menschenrechte und der Würde des Menschen, der Freiheit, der Gleichheit und der Solidarität gründe und dass im Vertrag von Lissabon aus dem Jahr 2009 bekräftigt werde, dass die Union unter anderem soziale Ausgrenzung und Diskriminierungen bekämpfe und soziale Gerechtigkeit und sozialen Schutz, die Gleichstellung von Frauen und Männern und die Solidarität zwischen den Generationen fördere. Er stellt fest, dass in der Strategie Europa 2020 integratives Wachstum, eine höhere Arbeitsmarktbeteiligung und eine Verringerung der Armut und der sozialen Ausgrenzung gefordert würden. Der Rat sei fest entschlossen, das aktive Altern und die Solidarität zwischen den Generationen zu fördern, und rufe alle einschlägigen Akteure dazu auf, diesen Ansatz bei der Umsetzung der Strategie Europa 2020 voll und ganz zu berücksichtigen. Der Europäische Wirtschafts- und Sozialausschuss forderte im Zusammenhang mit dem Europäischen Jahr, es müssten „eine ganze Reihe von Politikbereichen neu überdacht werden: Pensions- und Rentensysteme, Arbeitsorganisation, lebenslanges Lernen, Freiwilligentätigkeit, Gesundheits- und Pflegedienste und vieles mehr.“

## Leitlinien des Europäischen Rates
Die Leitlinien befassen sich mit den folgenden Aspekten:
- Beschäftigung
  - Fortlaufende berufliche Aus- und Weiterbildung
  - Gesunde Arbeitsbedingungen
  - Strategien für das Altersmanagement
  - Arbeitsverwaltungen für ältere Arbeitnehmer
  - Verhinderung der Altersdiskriminierung
  - Beschäftigungsfreundliche Steuer- und Sozialleistungssysteme
  - Weitergabe von Erfahrung
  - Vereinbarkeit von Beruf und Betreuung
- Gesellschaftliche Teilhabe 
  - Einkommenssicherheit
  - Soziale Eingliederung
  - Ehrenamtliche Tätigkeit von Senioren
  - Lebensbegleitendes Lernen:
  - Mitwirkung an der Entscheidungsfindung
  - Unterstützung für informelle Pflegekräfte
- Unabhängiges Leben 
  - Gesundheitsförderung und Krankheitsvorbeugung
  - Angepasste Wohnungen und Dienste
  - Zugängliche und bezahlbare Beförderung
  - Altersfreundliche Umgebungen, Güter und Dienste
  - Maximierung der Autonomie bei der Langzeitpflege[4]

## Umsetzung in Deutschland
Das Europäische Jahr für aktives Altern und Solidarität zwischen den Generationen 2012 zielte darauf ab, die Potenziale älterer Menschen wahrzunehmen und für die Gesellschaft nutzbar zu machen. Das nationale Arbeitsprogramm in Deutschland umfasste 46 Projekte zu verschiedenen Themen. Federführend hierbei waren die Bundesarbeitsgemeinschaft der Senioren-Organisationen e.V. (BAGSO) und der Forschungsgesellschaft für Gerontologie e.V. (FfG).

## Kritik
Der Leipziger Sozialwissenschaftler Bernhard Rohde interpretierte das Ziel der Europäischen Jahres mit der polemischen Formulierung: 
„a) Du musst was im Alter tun, du musst dich betätigen und b) kümmere dich außerdem gefälligst dabei noch um die Blagen deiner Blagen!“